# Rudolfstetten
Rudolfstetten är en ort i Schweiz. Den är huvudort i kommunen Rudolfstetten-Friedlisberg i distriktet Bremgarten och kantonen Aargau, i den centrala delen av landet, 80 km nordost om huvudstaden Bern. Rudolfstetten ligger 483 meter över havet och antalet invånare är 3 800.